# 小倉孝
小倉 孝（おぐら たかし、1982年9月27日 - ）日本プロ麻雀協会所属のプロ雀士。千葉県出身。プロポーカープレイヤー。

## プロフィール
麻雀を始めたのは高校生の頃。ネットゲーム『東風荘』内の第3東風荘で三人麻雀を3000試合ほど打ち込み、第2東風荘で1000試合打って麻雀の腕を上げる。『東風荘』でのレーティングは常に2000を超えた。 大学在学中に日本プロ麻雀協会の門を叩き、麻雀プロの道へ。須田良規いわく、学費と生活費の全てを、麻雀の腕で捻出していたと言う。 
所属一年目にして協会最下層のC級予選から、ビッグタイトルである『雀竜位』獲得という偉業を達成する。所属一年目であることもあり、プロらしからぬ愚形リーチをかける様は『タコ麻雀』と揶揄されたが、翌年も『雀竜位』を連覇し、その実力を麻雀界に知らしめた。 2008年に協会最高タイトルである『雀王』を獲得し、最強を証明。独自のデジタル論小倉システムを崇拝し、彼に師事する若手プロは少なくない。
ポーカーゲームのテキサスホールデムでも強豪として知られており、2012年に世界的なポーカーイベントであるWSOP$10,000メインイベントで日本人最高の64位に入った。2018年には、APPTマカオで優勝し、賞金ランキングで日本人２位に躍り出た。

## 獲得タイトル（主な戦績）
- 第3・4期　雀竜位
- 第6期　新人王
- 第6回　日本オープン2位
- 第7期　雀王
- 第6回　覇王
- 第5回　オータムチャレンジカップ2位

## 雀風
- 独自のデジタル論を礎としたリーチ攻勢（小倉リーチとして畏怖される）と、展開を見据え面子を崩すことを厭わない大胆な仕掛けが持ち味。また、どんな状況でも押し引き精度が狂うことはない、鉄の心臓の持主である[9]。
- 『勝つ麻雀』を徹底している為か『華が無い』、一発・裏期待の先制愚形リーチを多用することから『競技ルールでは勝てない』と言われてしまう事もある[要出典]。

## 著書
- 最強デジタル麻雀（2009年3月 毎日コミュニケーションズ ISBN 4839931100）
- 最強デジタル麻雀 実践問題集（2009年11月 毎日コミュニケーションズ ISBN 4839933979）